# عصب شنوایی

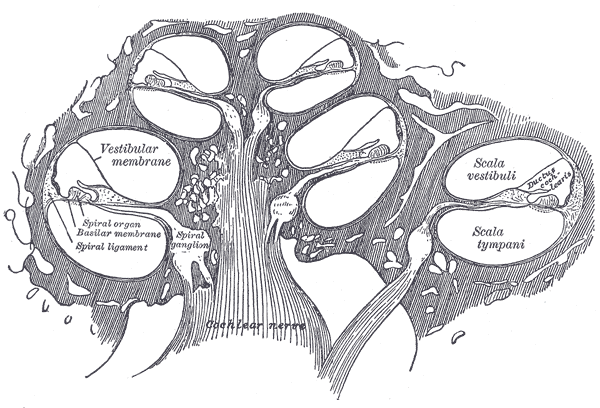
عصب شنوایی.

رونگاره و شمای دستگاه شنوایی انسان.
1. گوش بیرونی
2. لاله گوش
3. مجرای گوش
4. پرده صماخ
5. گوش میانی
6. استخوان‌های گوش میانی
7. استخوان چکشی
8. استخوان سندانی
9. استخوان رکابی
10. حفره صماخی پرده گوش
11. استخوان گیجگاهی
12. شیپور استاش
13. گوش درونی
14. پیچ‌راه
15. مجرای نیمه‌حلقوی
16. دالان (دهلیز) گوش
17. پنجره یا منفذ دالانی
18. پنجره یا منفذ گرد
19. حلزون گوش
20. عصب دالانی یا دهلیزی
21. عصب شنوایی
22. مجرای درونی شنوایی
23. عصب دهلیزی حلزونی

عصب شنوایی (به انگلیسی: Cochlear nerve) بخشی از عصب دهلیزی حلزونی است و از نورون‌های آوران اولیه که اطلاعات را به دستگاه شنوایی مرکزی ارسال می‌کنند و نورون‌های وابران حلزونی که بر حلزون و برخی فیبرهای عصبی اتونومیک (مانند فیبرهایی که به عروق خونی می‌روند) نقش کنترلی ندارند، تشکیل شده است.
جسم سلولی نورون‌های آوران در عقده مارپیچی قرار دارد. این سلول‌ها دو قطبی هستند. بخش محیطی آنها در اندام کورتی به سلول‌های مویی حسی متصل می‌شود، در حالی که آکسون مرکزی آنها عصب حلزونی را شکل داده و به هسته‌های حلزونی ختم می‌شود.
نورون‌های آوران در دو نوع اصلی فیبرهای شعاعی داخلی (عصب‌دهی سلول‌های مویی داخلی) و فیبرهای حلقوی خارجی (عصب‌دهی سلول‌های مویی خارجی) وجود دارند. فیبرهای حلقوی خارجی در کل ۵ تا ۱۰ درصد نورون‌های آوران را تشکیل می‌دهند و بقیه نورون‌ها از نوع شعاعی داخلی هستند. هر فیبر حلقوی خارجی از تونل کورتی گذشته و مسیری عرضی در حدود ۵/۰ تا ۷/۰ میلی‌متر را طی می‌کند و به انتهای حدود ۲۰ سلول مویی خارجی رشته عصبی می‌فرستد.
اکثر آوران‌های حلزونی، فیبرهای شعاعی داخلی هستند. از هر سوراخ هابنولا حدود ۲۰ فیبر شعاعی داخلی عبور کرده و مستقیماً به سلول‌های مویی داخلی متصل می‌گردد. نورون‌های آوران از نقطه سیناپس با سلول‌های مویی داخلی تا محل پایان یافتن در هسته‌های حلزونی با یکدیگر یا با سایر نورون‌ها هیچ اتصالی ندارند.
آکسون آوران‌های حلزونی در مدیولوس به یکدیگر پیوسته و عصب حلزونی را تشکیل می‌دهند. استقرار کوکلئوتوپیک (یا تونوتوپیک) در عصب شنوایی و مسیرهای شنوایی نیز حفظ می‌گردد.
تعداد آوران‌های حلزونی در گونه‌های مختلف جانداران متفاوت است. در انسان و میمون سنجابی تقریباً ۰۰۰/۳۰ آکسون وجود دارد در حالی که در گربه ۰۰۰/۵۰ و در خوکچه هندی و موش صحرایی در حدود ۰۰۰/ ۲۴ آکسون مشاهده می‌شود.

## نگارخانه

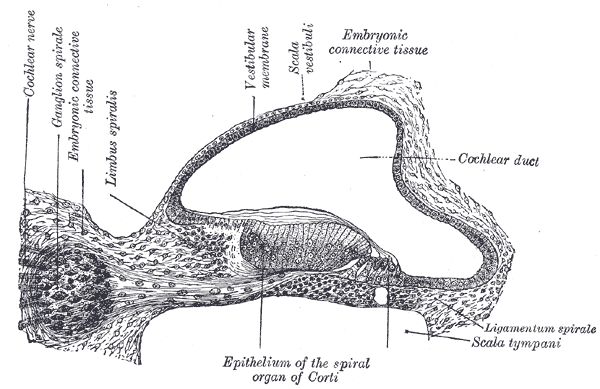
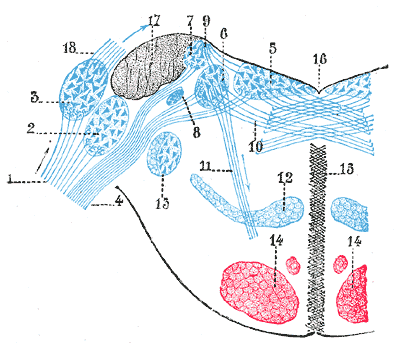
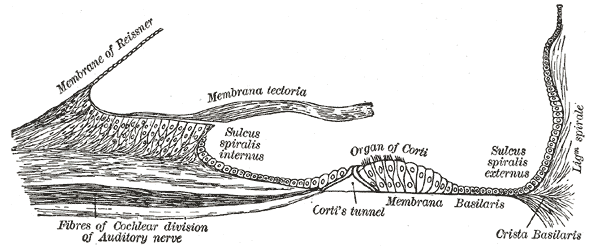
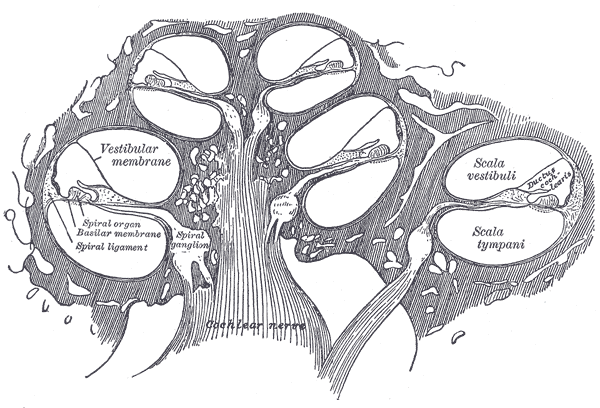